# Sándor Csia
Sándor Csia, född 4 februari 1894 i Hegybánya, död 19 mars 1946 i Budapest, var en ungersk politiker. Han blev 1939 ledamot av det ungerska parlamentet. Den 15 oktober 1944 tog Ferenc Szálasis pilkorsparti makten i Ungern och Csia ingick då i ett särskilt regeringsråd tillsammans med Ferenc Rajniss och generalen Károly Beregfy. Efter andra världskriget ställdes Csia inför rätta för krigsförbrytelser och högförräderi. Han dömdes till döden och avrättades genom hängning.